# Pieter van Loon
Pieter van Loon (Amsterdam, 19 augustus 1801 – Utrecht, 13 december 1873) was een Nederlands ingenieur, schilder en tekenaar.

## Leven en werk
Jonkheer Van Loon was een telg uit het adellijk geslacht Van Loon en een zoon van jhr. mr. Jan Willem van Loon (1767-1839), commissaris in Amsterdam en meesterknaap van Gooiland, en Philippina Constantia Isabella van Weede (1772-1842). Hij trouwde in 1843 met jkvr. Theodora (Dora) Calkoen (1802-1879), lid van de familie Calkoen. Hun huwelijk bleef kinderloos.
Van Loon kwam in zijn jeugdjaren in aanraking met Jan Adam Kruseman en Christiaan Kramm, door wie hij mogelijk werd geïnspireerd. Beiden maakten een portret van hem. Van Loon studeerde in Delft bij de Artillerie- en Genieschool en was enige tijd werkzaam als ingenieur bij de provinciale waterstaat. Hij gaf de voorkeur aan reizen en maakte onderweg stadsgezichten en karakterschetsen en portretten van de mensen die hij ontmoette. Hij woonde met zijn vrouw in de stad Utrecht, waar hij lid en tweemaal voorzitter was van het Genootschap Kunstliefde. Hij legde er de beeltenis van meerdere collega-kunstenaars vast. Van Loon maakte ook een aantal olieverfschilderijen, onder meer van een reis naar Italië. Voor Jacob van Lennep illustreerde hij diens driedelige serie Tafereelen uit de Geschiedenis des Vaderlands (1854).
Van Loon overleed in 1873, op 72-jarige leeftijd. Toen in 1973 in Amsterdam Museum Van Loon werd geopend, was de eerste expositie aan Pieter van Loon gewijd. Zijn werk is onder meer opgenomen in de collecties van Het Utrechts Archief, het Centraal Museum, het Fries Scheepvaart Museum en het Rijksmuseum Amsterdam.

## Werken (selectie)

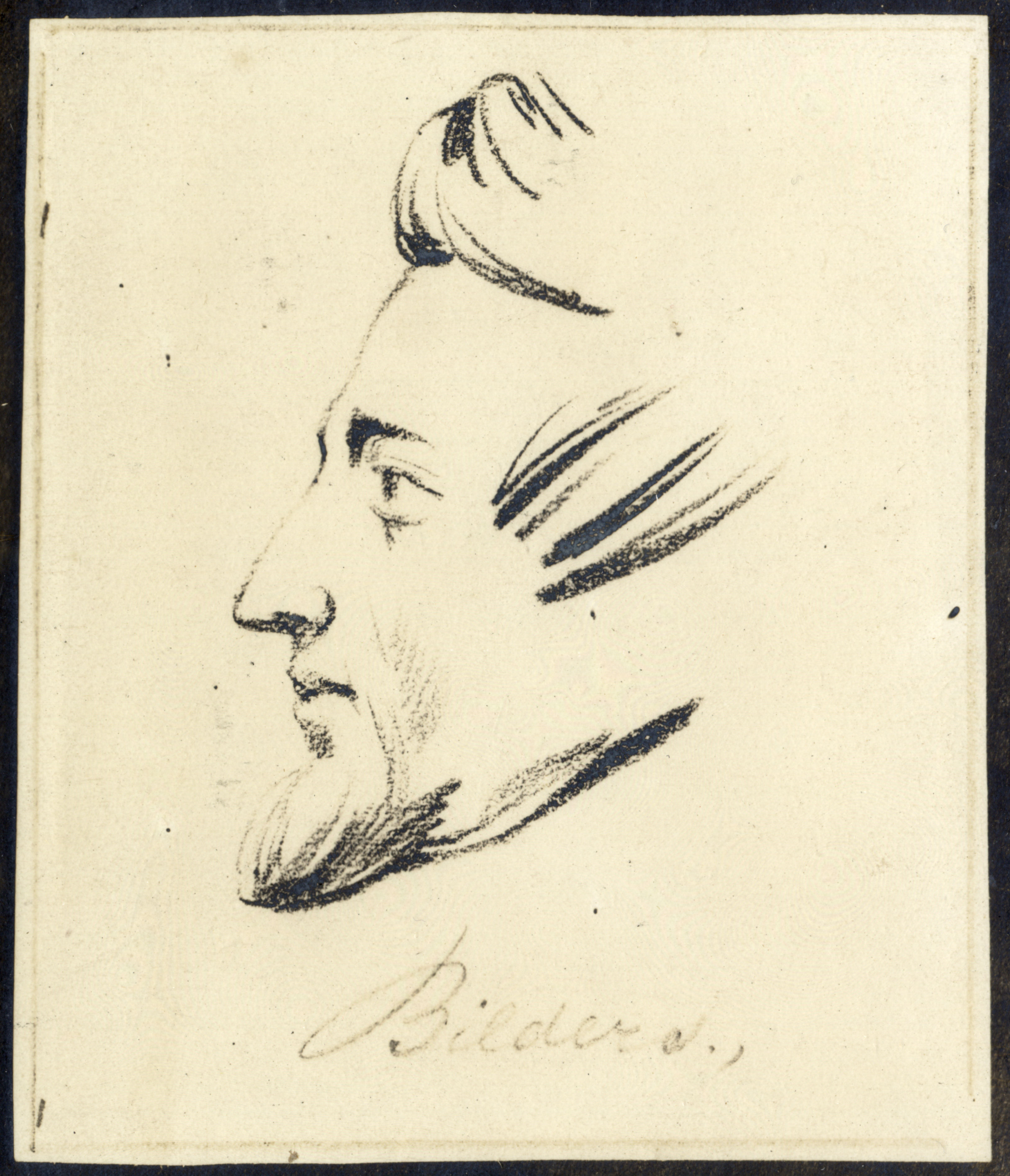
Portret van J.W. Bilders, ca. 1840
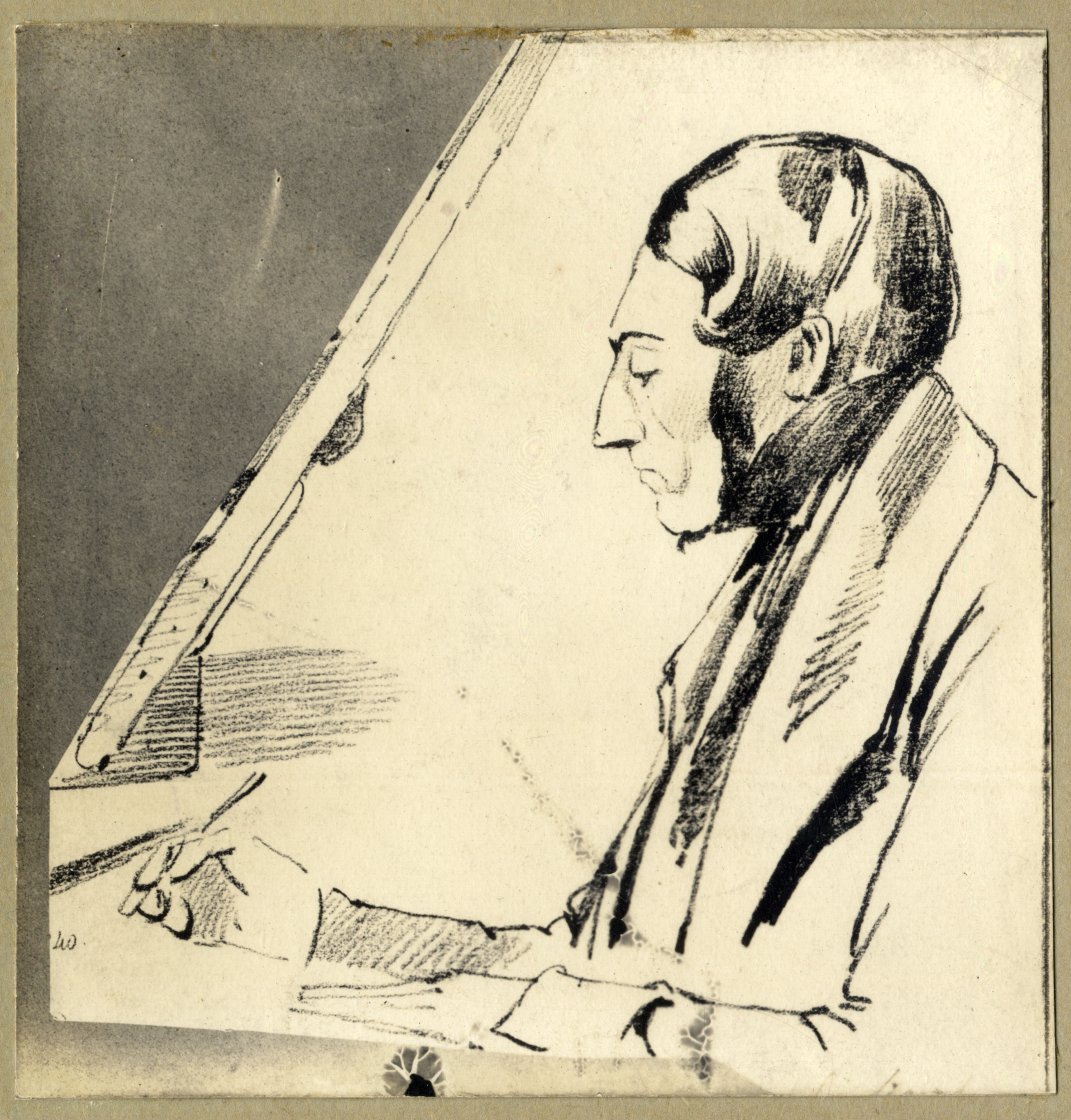
Portret van Joannes van Liefland, ca. 1840
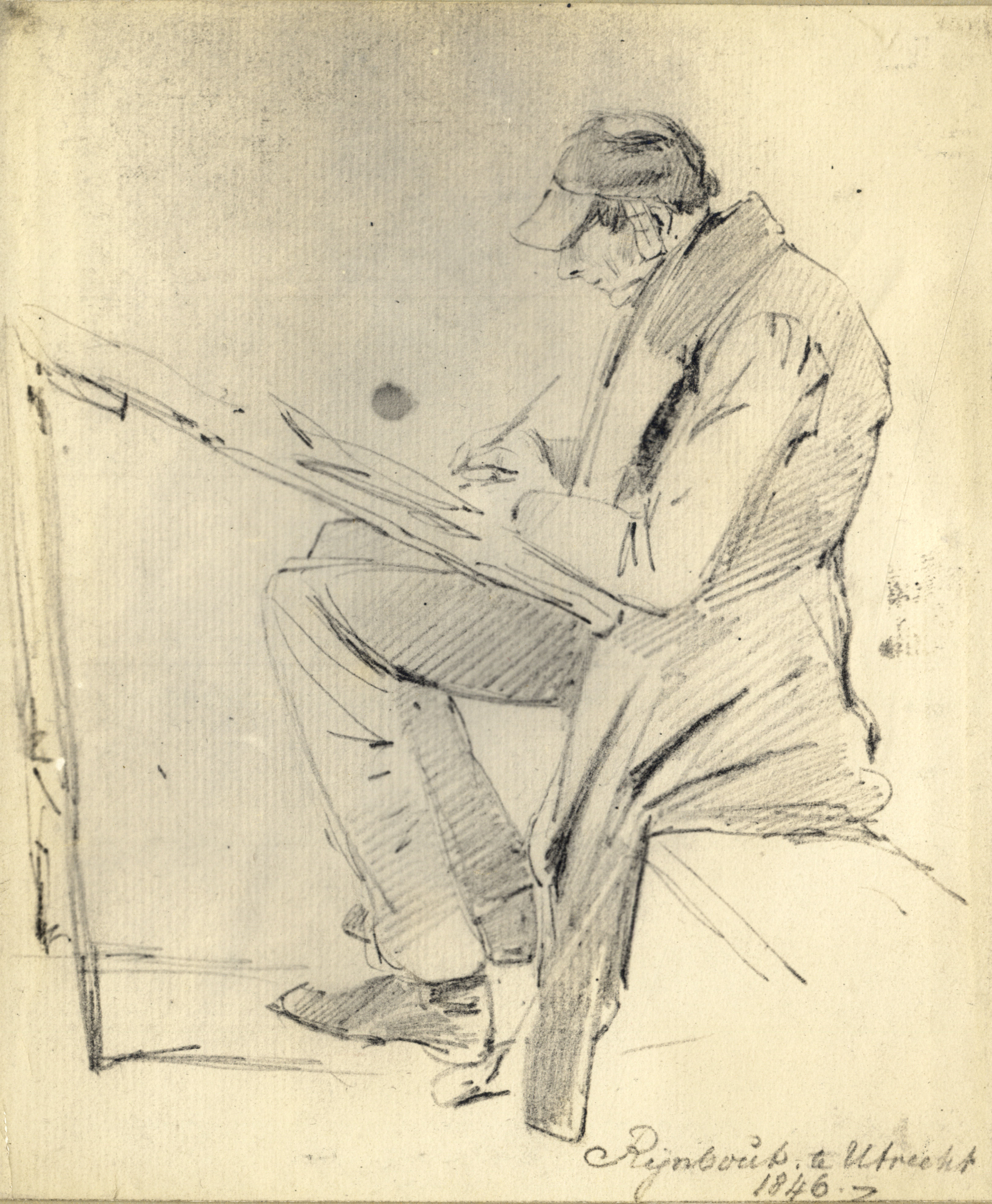
Portret van Joannes Rijnbout, 1846
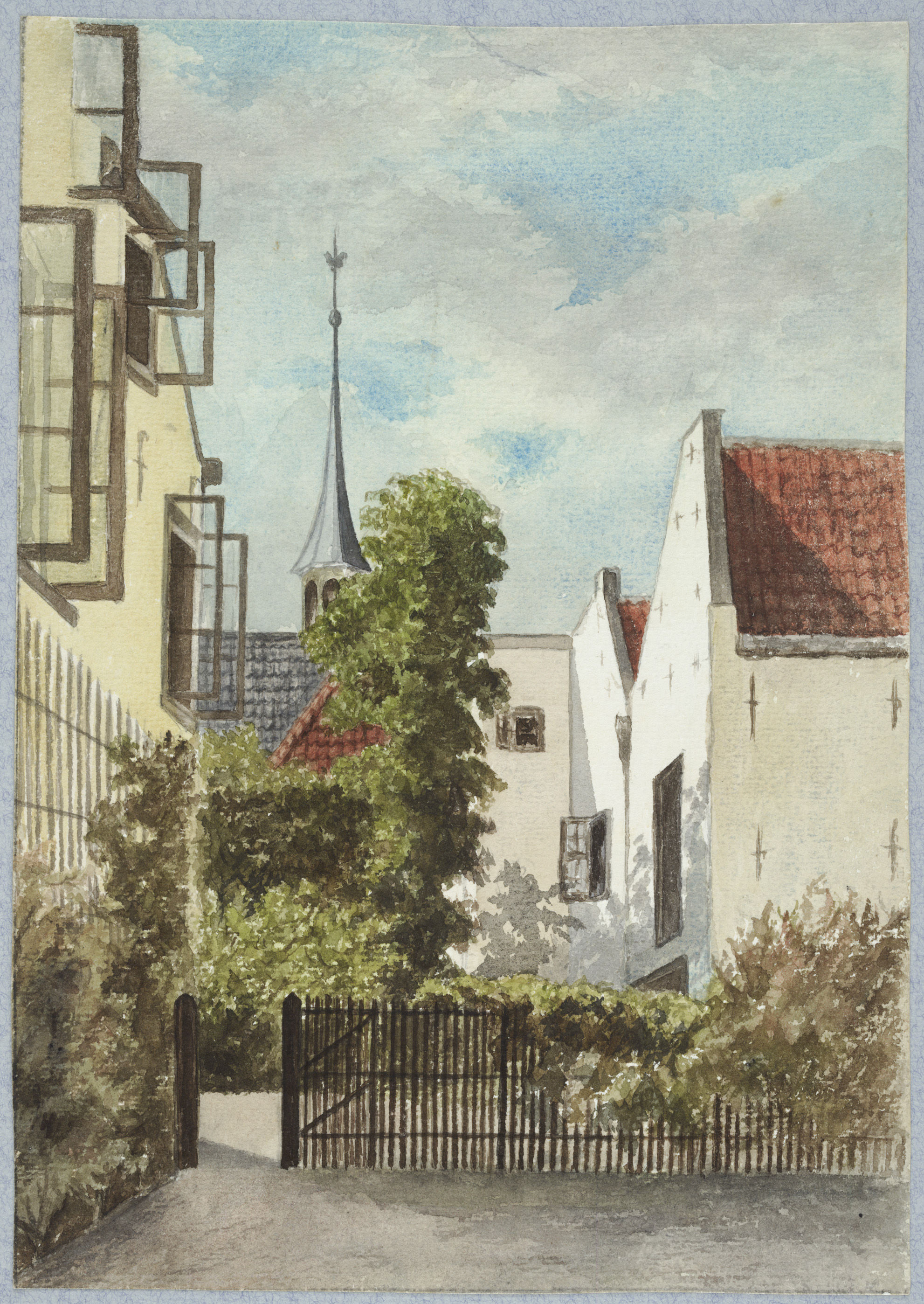
Gezicht vanuit de tuin naast het huis Gaarde te Utrecht, 1830
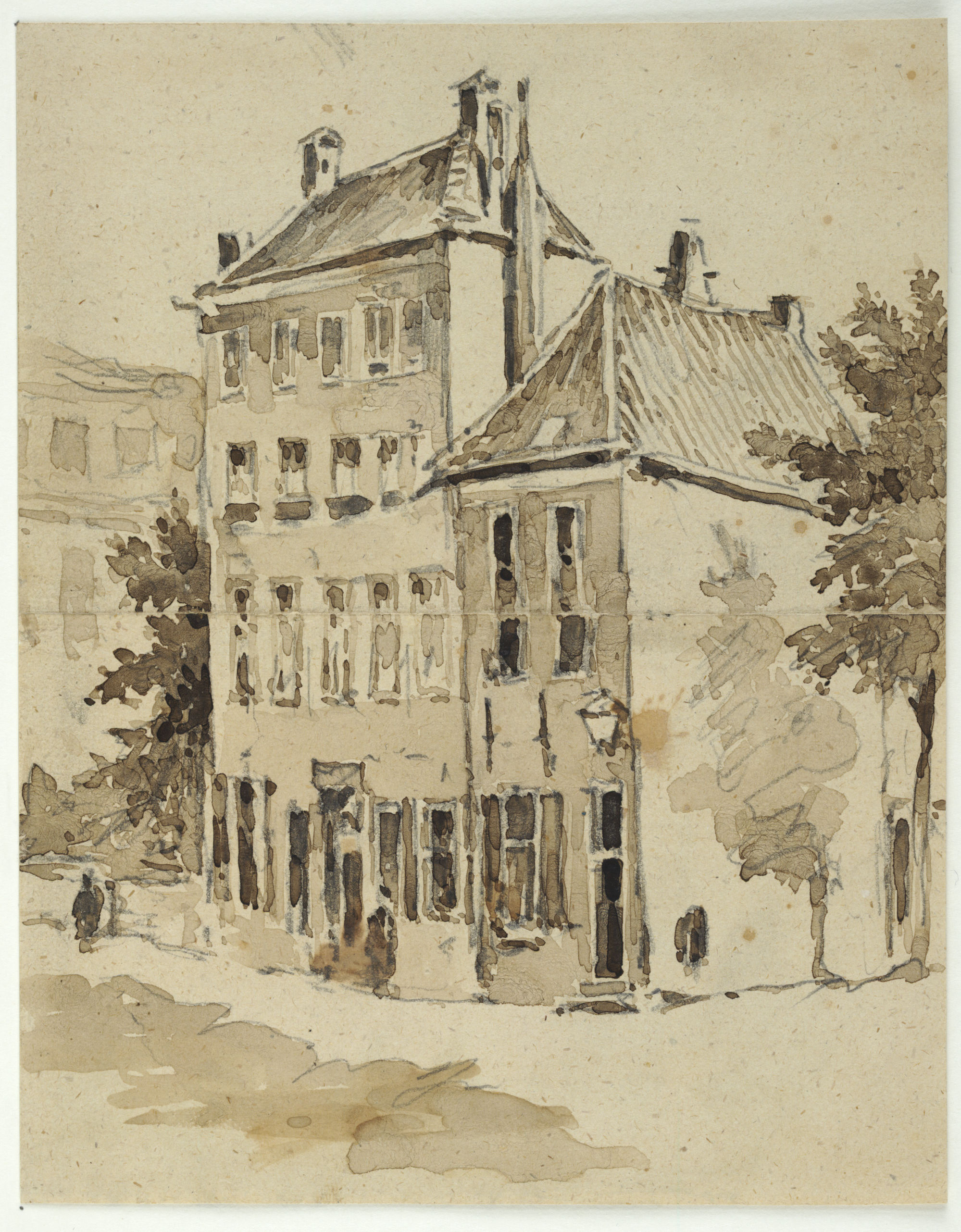
Gezicht op het Glazen Huis aan de Mariaplaats te Utrecht, ca. 1850-1860
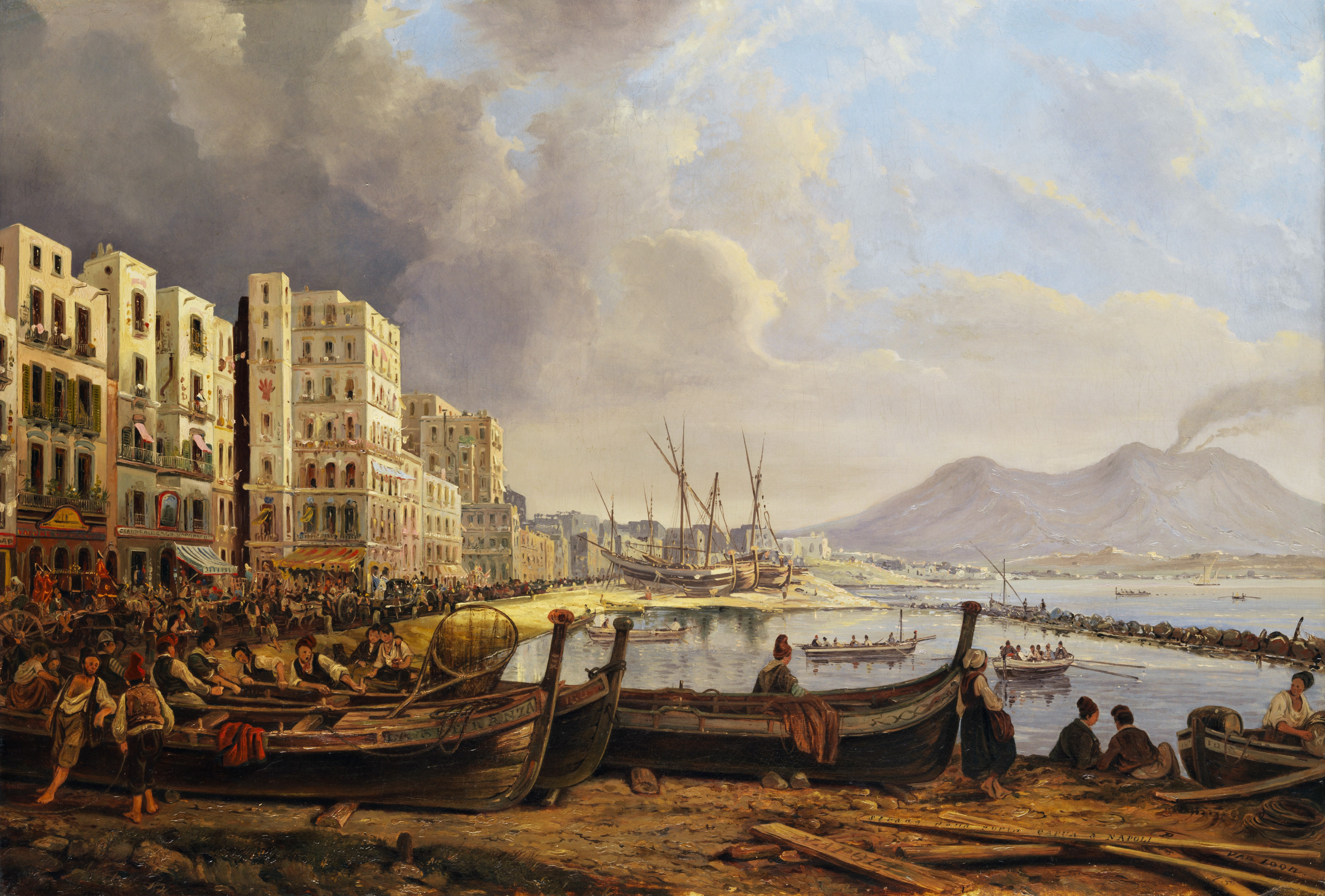
Gezicht op Napels, 1845
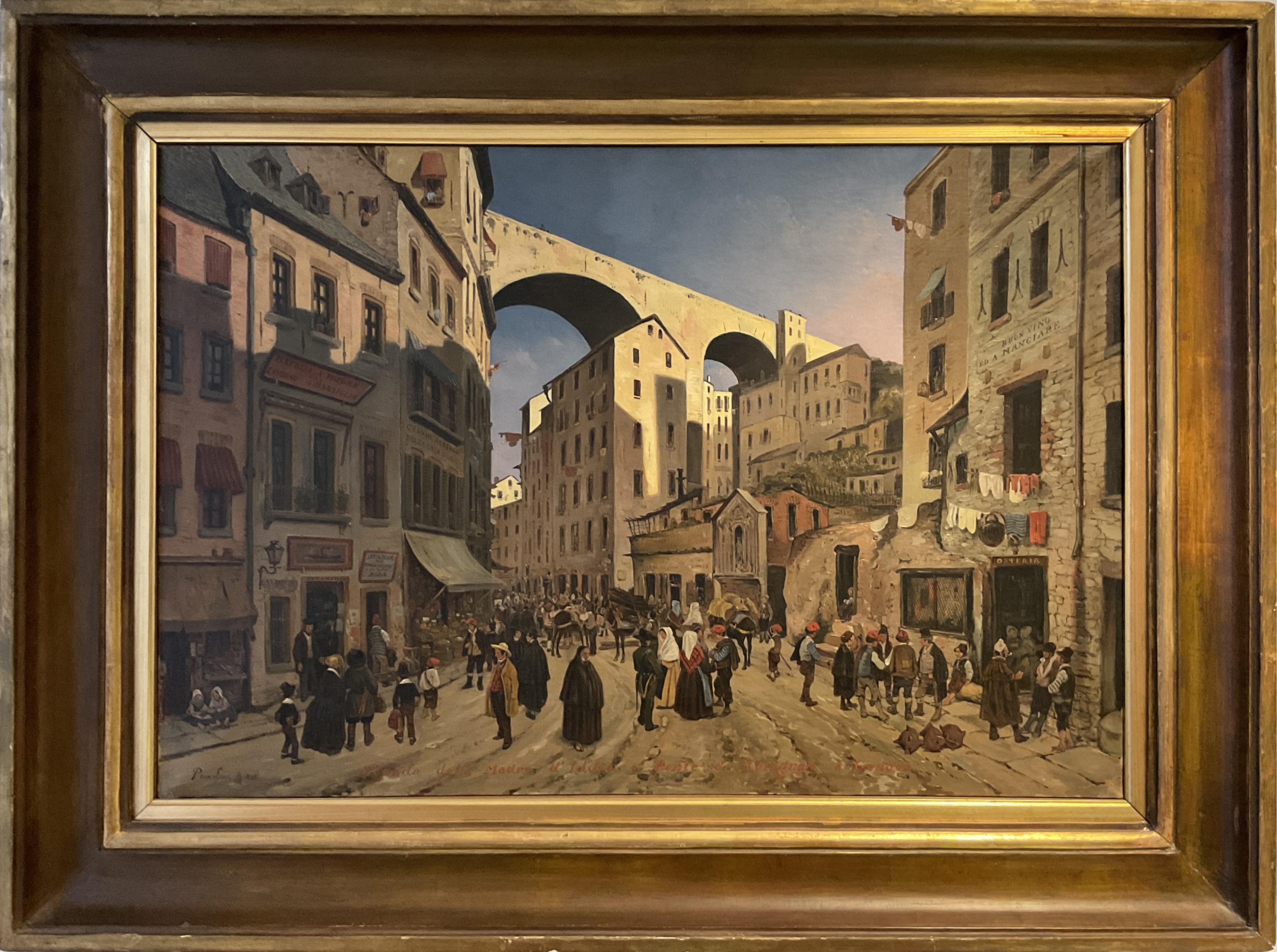
Gezicht op Genua

- Biblioteca Nacional de España: XX1512414
- Biografisch Portaal: 52030995
- Gemeinsame Normdatei: 119508087
- International Standard Name Identifier: 0000 0000 6677 160X
- Nederlandse Thesaurus van Auteursnamen: 070678537
- RKD-Nederlands Instituut voor Kunstgeschiedenis: 50819
- Union List of Artist Names: 500028925
- Virtual International Authority File: 45113606
- WorldCat: E39PBJgHgMcpFQ66bVPFCfckjC